# メルク修道院
メルク修道院（メルクしゅうどういん、ドイツ語: Stift Melk）は、オーストリアにあるベネディクト会派の修道院であり、世界的に有名な修道場である。
メルク修道院は、ニーダーエスターライヒ州メルクの街の上部、ドナウ川を見下ろす岩肌に建ち、ヴァッハウ渓谷に隣接している。

## 沿革

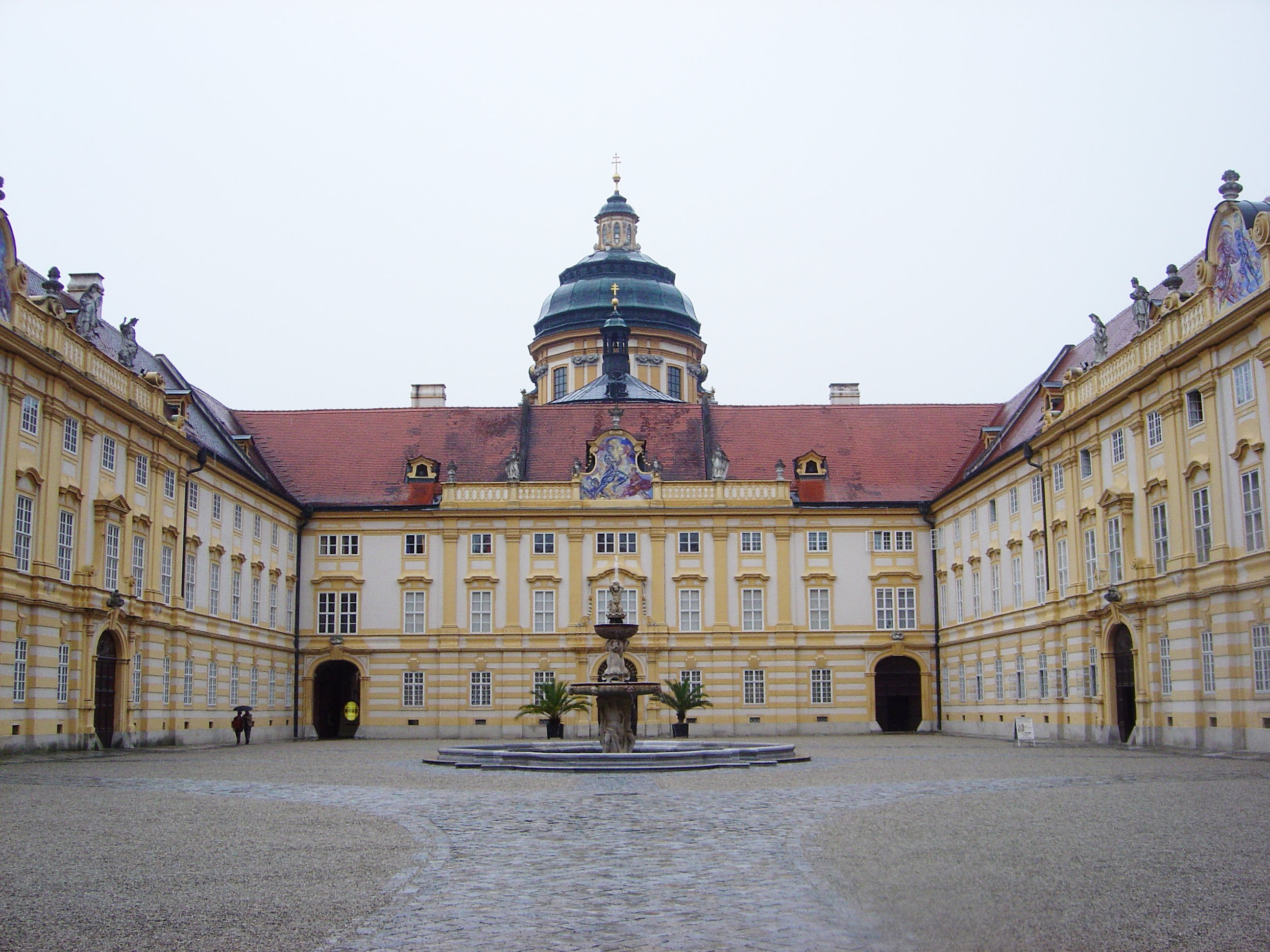
メルク修道院の中庭

修道院の設立は1089年、バーベンベルク家のオーストリア辺境伯レオポルト2世により、ランバッハ修道院出身のベネディクト会修道士に城の１つが寄進されたことによる。
修道士の学校であるメルク修道士校が12世紀に設立されると、その図書館はまもなく、幅広い写本収集で知られるようになった。修道院の写字室もまた、写本生産の重要な場となった。
15世紀には、修道院は、オーストリアとドイツ南部の修道士の生活を建て直す「メルク再生活動」の中心となった。
今日に残る見事なバロック建築の修道院は、1702年から1736年にかけて、ヤコブ・ブランタウアーの設計により建設された。見どころは、ヨハン・ミヒャエル・ロットマイヤが修道院の教会に描いたフレスコ画と、中世の手描き原稿が無数に納められた図書室である。
この原稿には、有名な楽譜やパウル・トロガーによるフレスコ画も含まれている。
その名声と研究成果のおかげでメルク修道院は、神聖ローマ皇帝ヨーゼフ2世が1780年から1790年にかけて、オーストリアの修道院をたくさん接収したり解散させた時期をかろうじて凌ぐことができた。
修道院はその後も、ナポレオン戦争、次いで1938年の国家社会主義ドイツ労働者党によるオーストリア併合「アンシュルス」期には学校と修道院の大部分を国家に接収されるなど、さまざまな脅威をくぐり抜けた。
第二次世界大戦後、学校は修道院に戻され、現在は男女併せて約900人の生徒を擁している。
修道院は1625年にオーストリア信徒団の一員となり、現在はベネディクト会同盟にも加盟している。

## その他
ベストセラーとなった小説『薔薇の名前』の中で、作者のウンベルト・エーコは修道院とその著名な図書館への賛辞として、主人公の一人に「アドソ・フォン・メルク」と名付けている。

## 写真

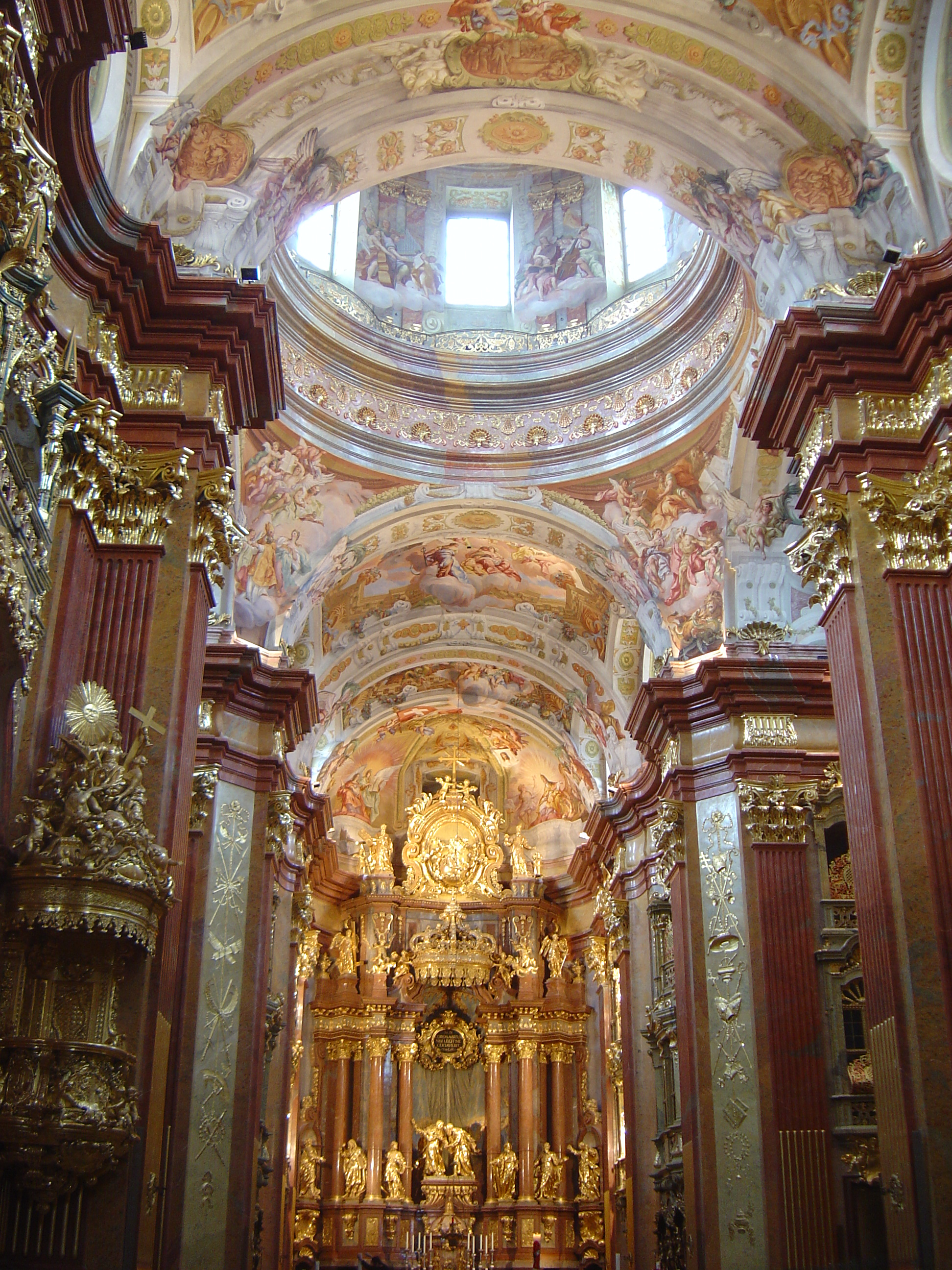
修道院の教会
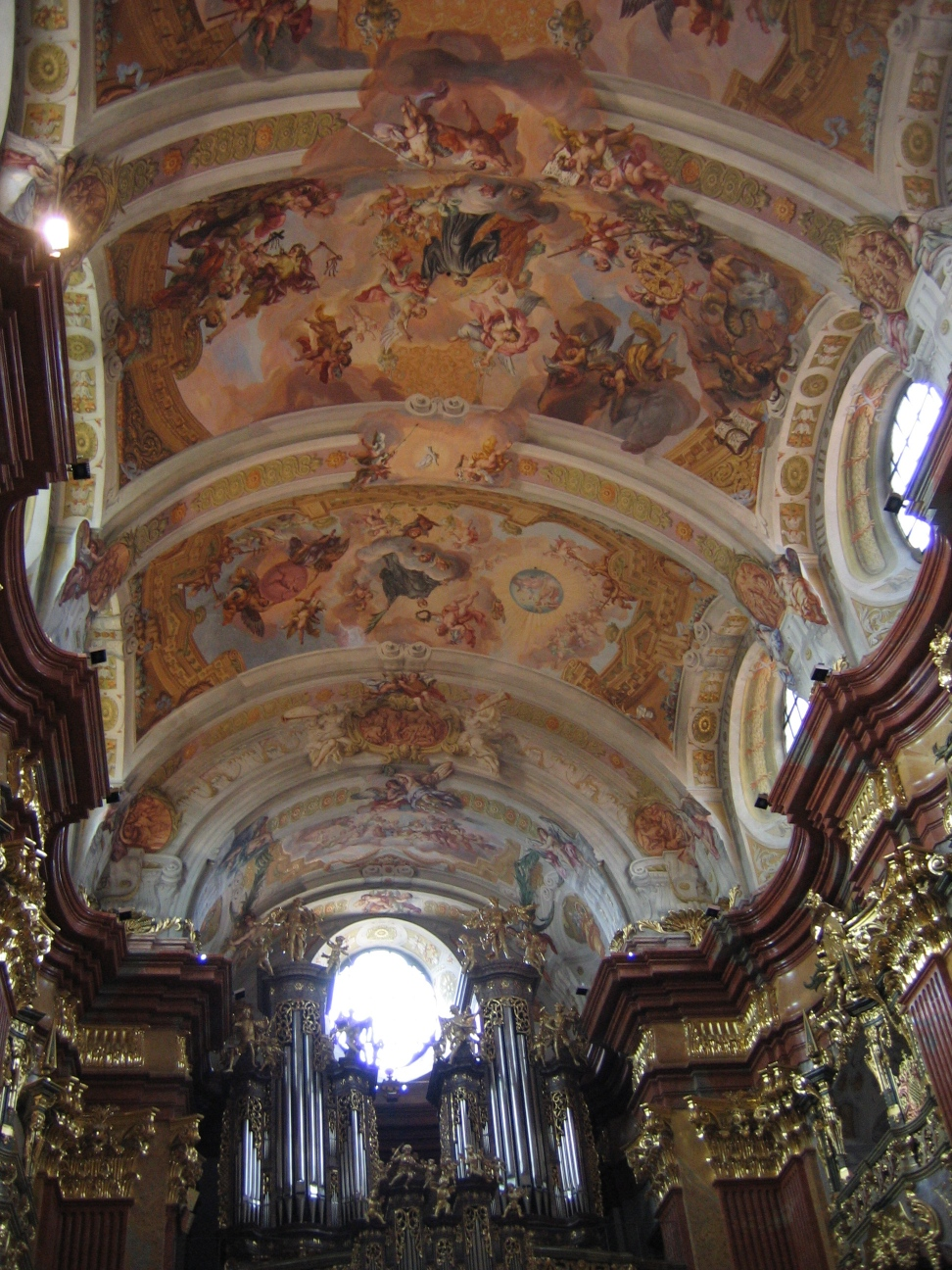
教会のフレスコ画天井
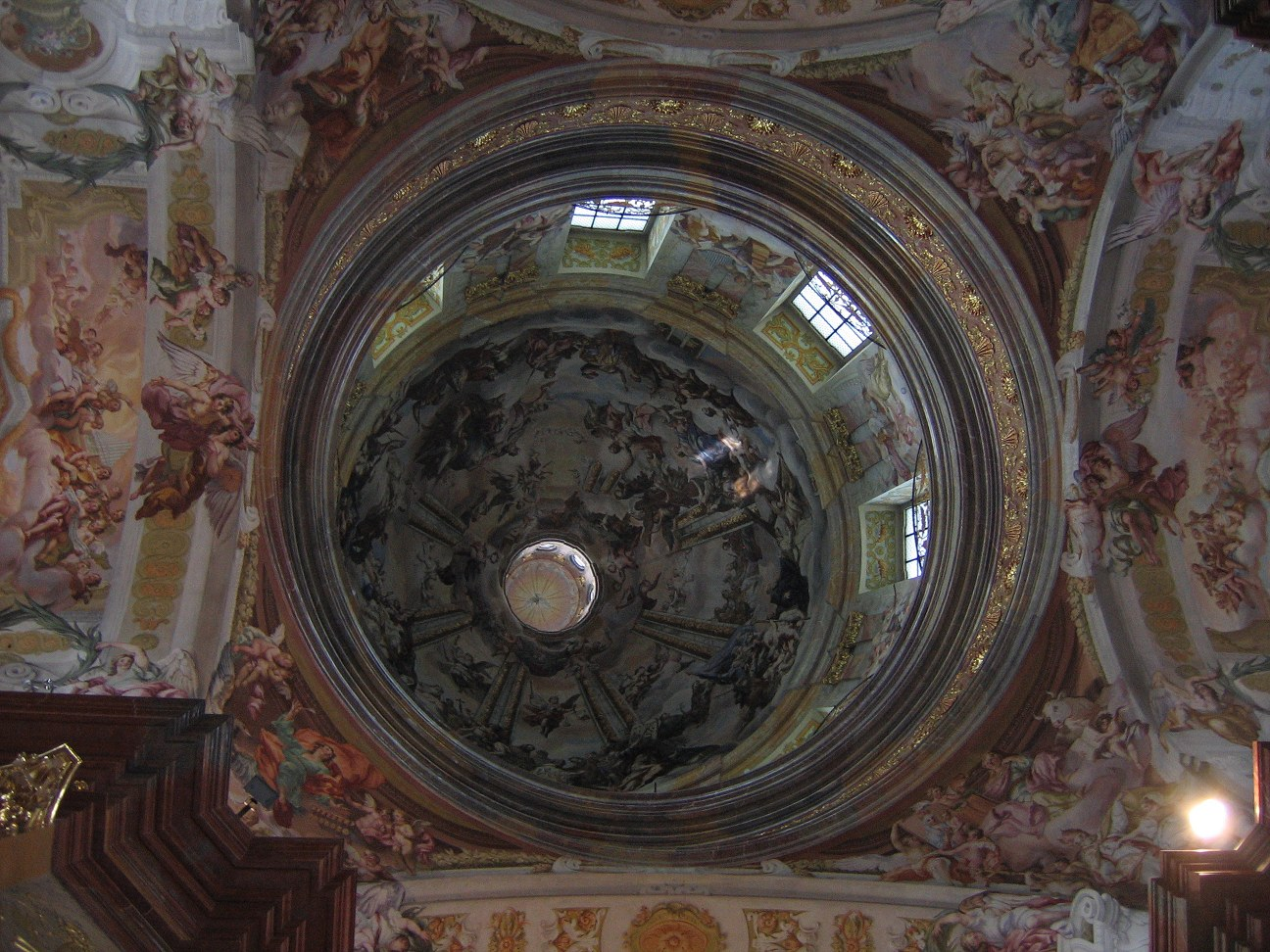
教会のキューポラ
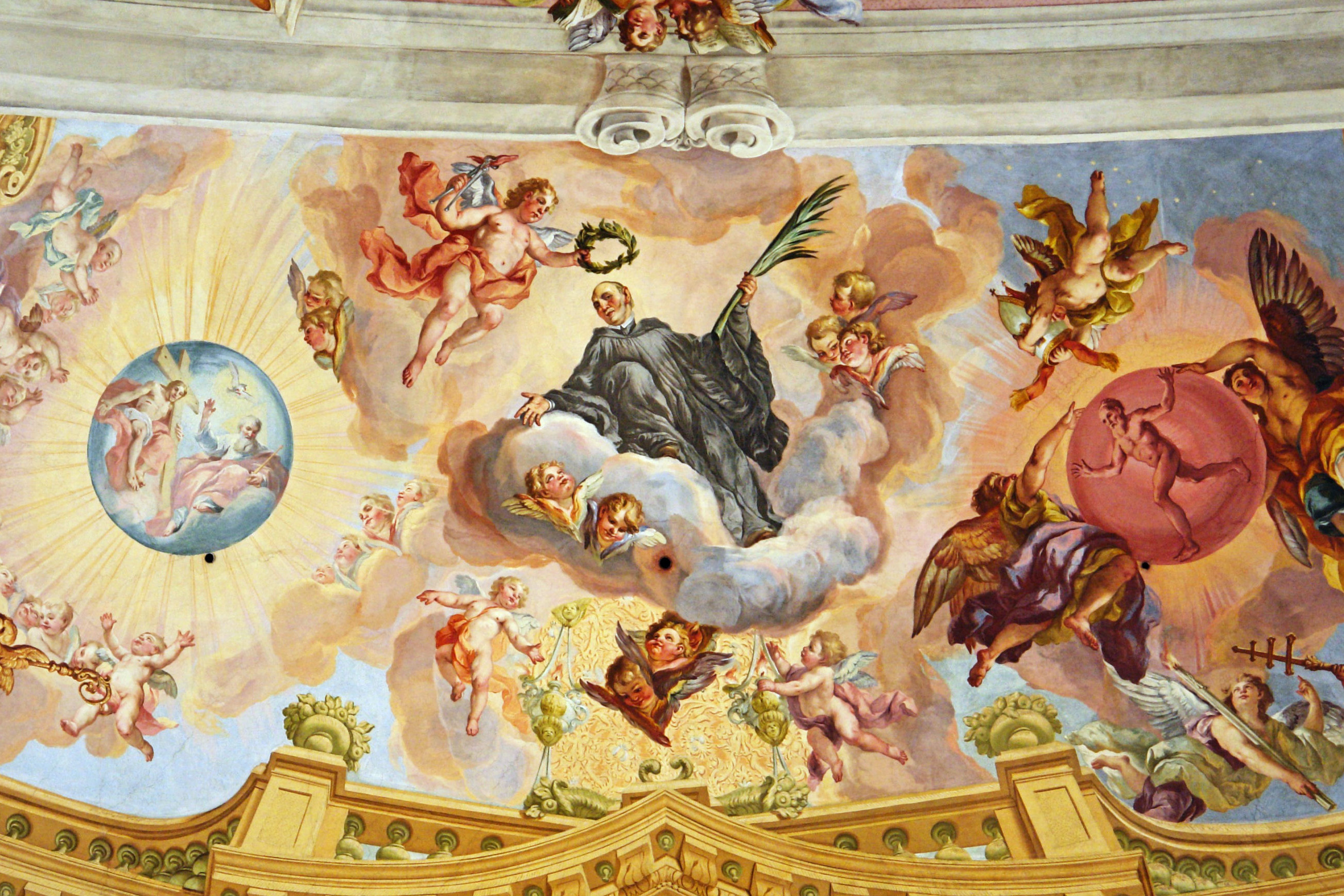
「修道士の偉業」。ヨハン・ミヒャエル・ロットマイヤによる
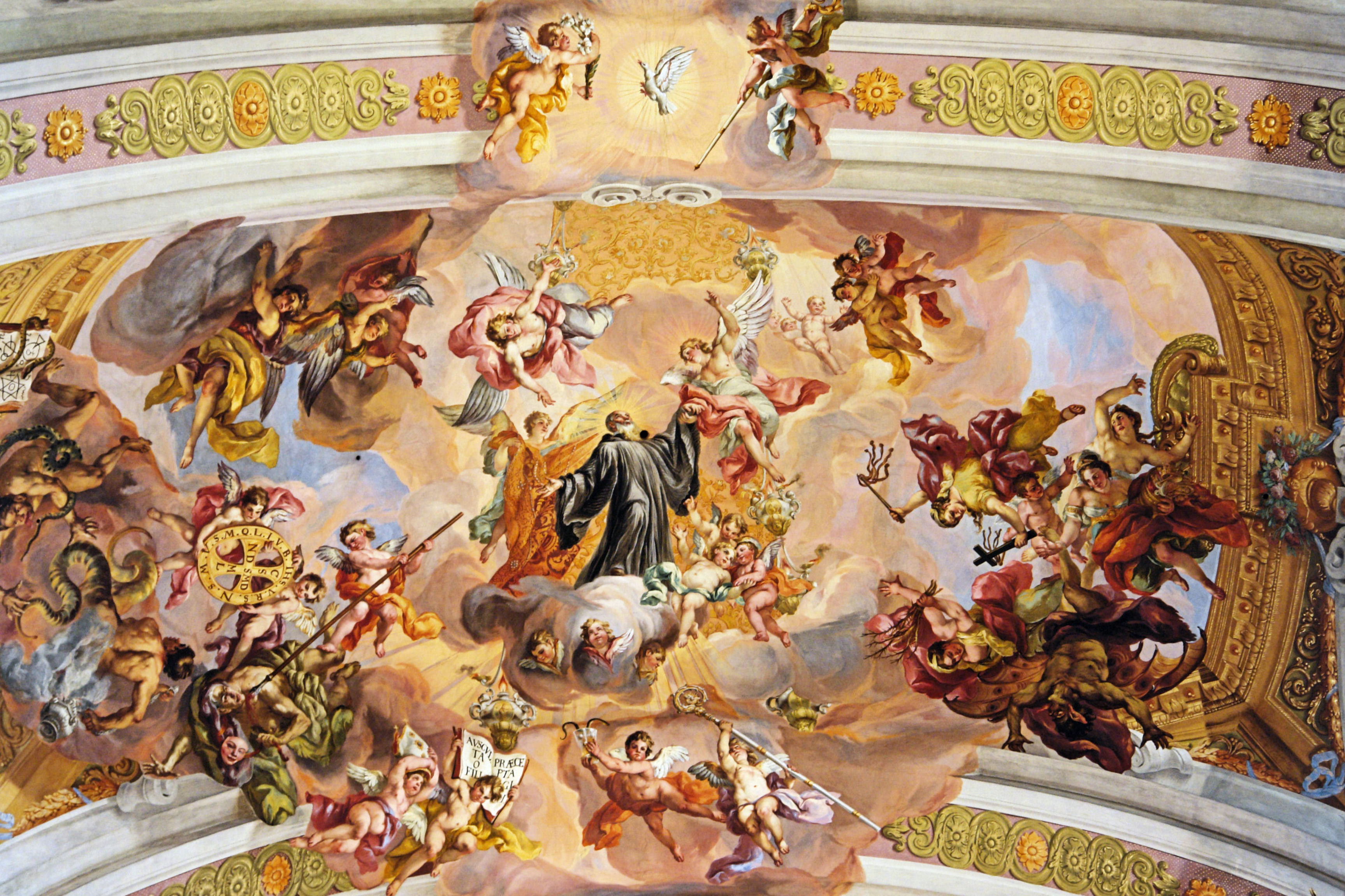
「聖ベネディクトの輝かしき昇天」。同じくロットマイヤ
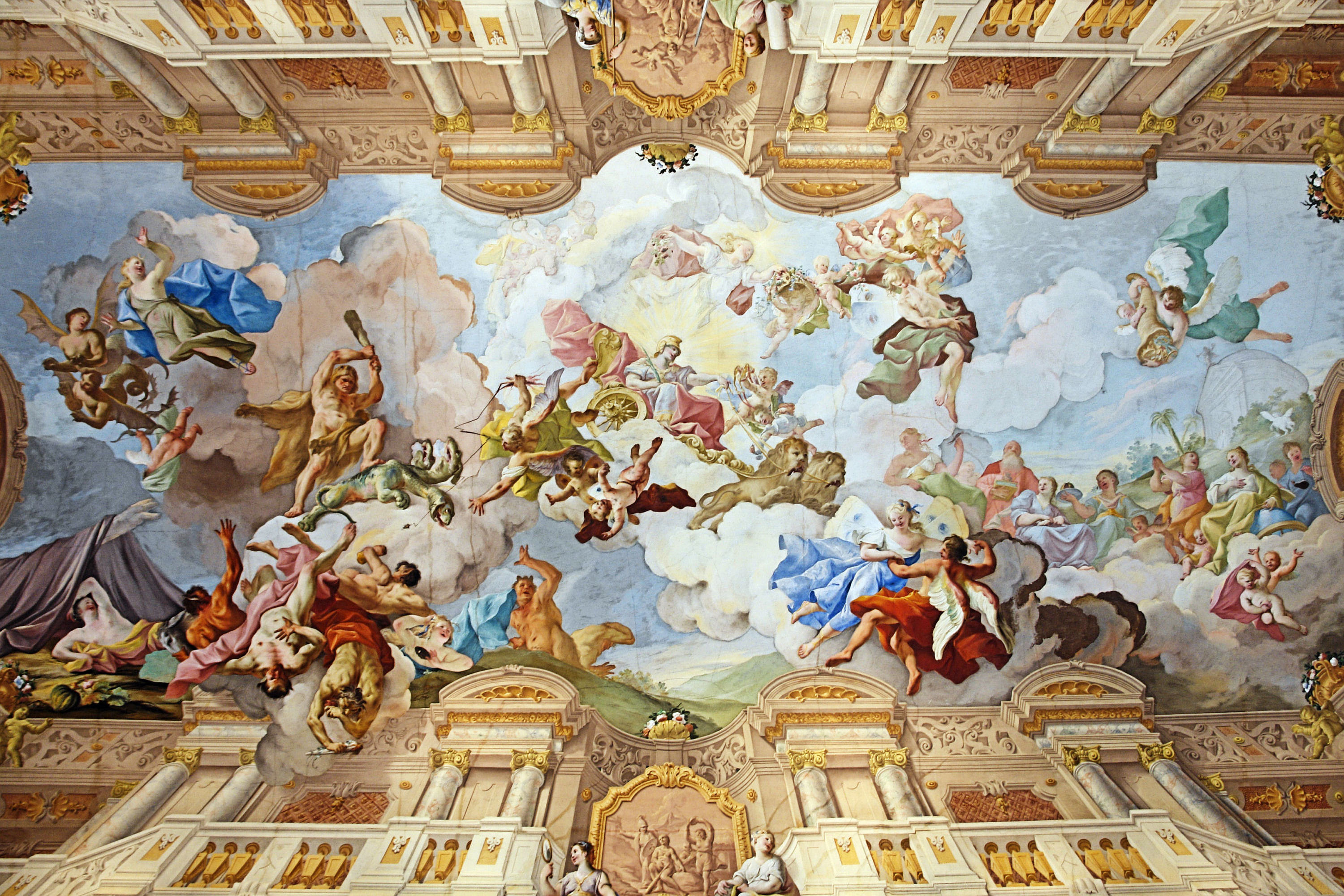
大理石の広間の天井画
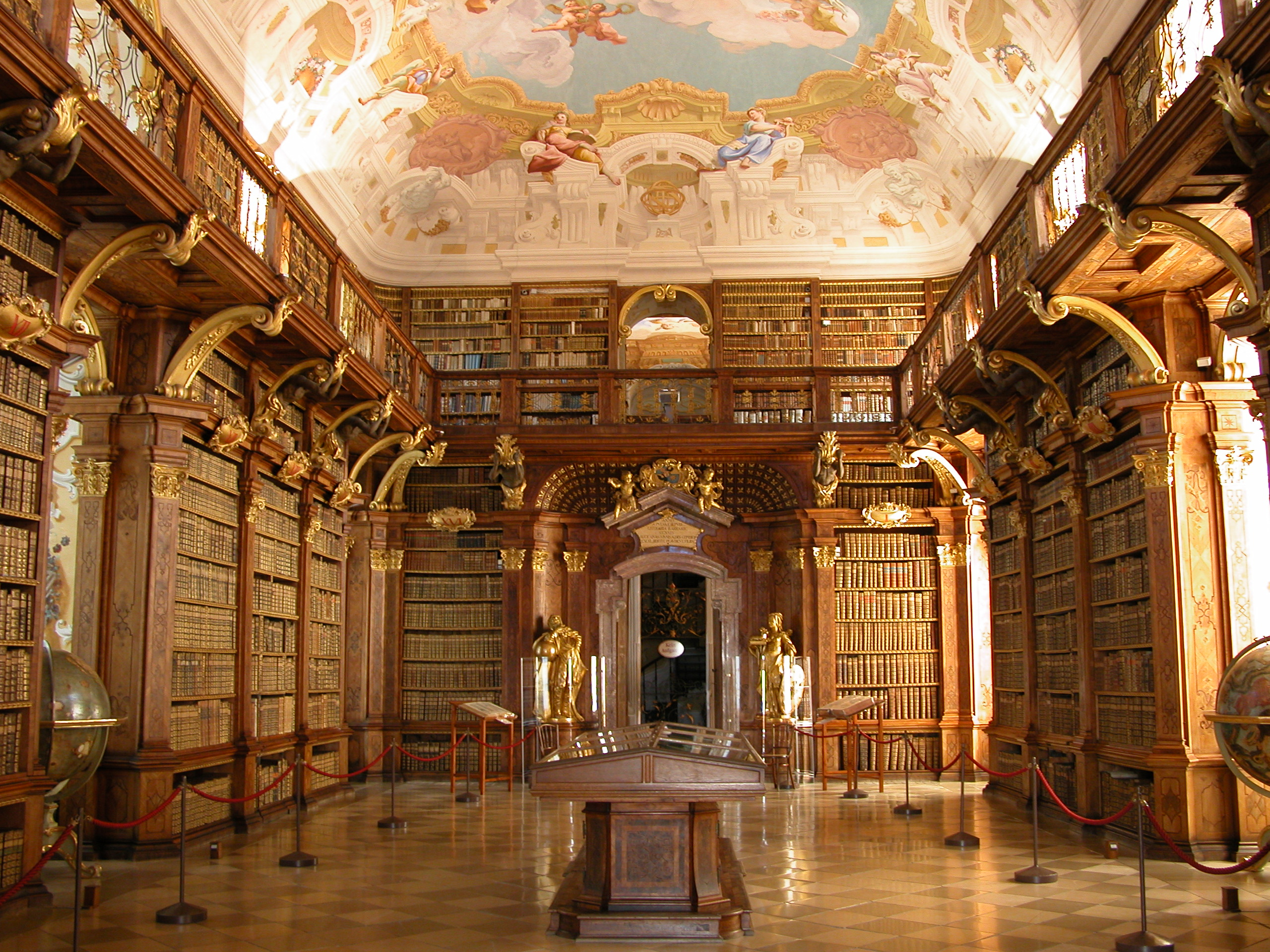
図書室
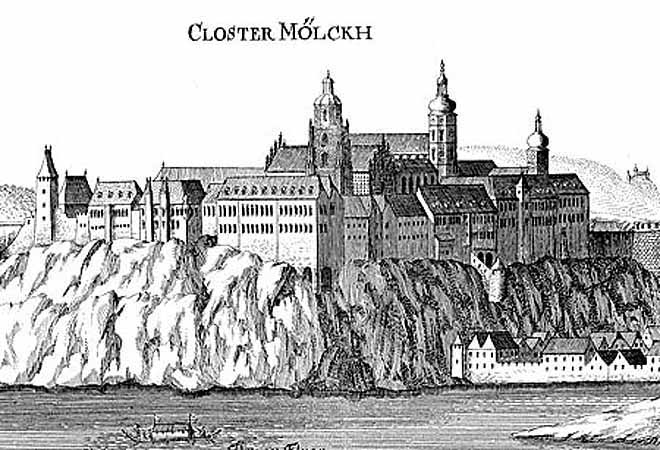
1672年のメルク修道院。ヤコブ・ブランタウアーによる改修前の様子

## 参照項目
- メルク修道院は、コレクターにとって非常に価値の高いコインの主要モチーフとなっている。このコインは2007年4月18日に鋳造された、オーストリアのメルク修道院記念硬貨である。片面に、メルク修道院のファサードと2つの側翼の仰視図が描かれている。バロック様式の塔が1対と、その後ろに教会の大きなドームが判別できる。右下の隅には、メルク修道院の紋章（聖ペテロの交差した鍵）が描かれている。